# Radonice (Milavče)
Radonice jsou vesnice, část obce Milavče v okrese Domažlice v Plzeňském kraji. Nachází se asi dva kilometry jihovýchodně od Milavče. Prochází zde silnice II/183. Je zde evidováno 73 adres. V roce 2011 zde trvale žilo 127 obyvatel.
Radonice leží v katastrálním území Radonice u Milavčí o rozloze 4,2 km².

## Historie
První písemná zmínka o vesnici pochází z roku 1318.

## Obyvatelstvo
| Rok            | 1869 | 1880 | 1890 | 1900 | 1910 | 1921 | 1930 | 1950 | 1961 | 1970 | 1980 | 1991 | 2001 | 2011 | 2021 |
| -------------- | ---- | ---- | ---- | ---- | ---- | ---- | ---- | ---- | ---- | ---- | ---- | ---- | ---- | ---- | ---- |
| Počet obyvatel | 352  | 362  | 350  | 385  | 404  | 374  | 386  | 250  | 246  | 209  | 160  | 143  | 129  | 127  | 144  |
| Počet domů     | 60   | 61   | 66   | 72   | 70   | 70   | 78   | 73   | 65   | 60   | 49   | 56   | 58   | 61   | 52   |

## Obecní správa
Při sčítání lidu v letech 1850–1971 Radonice byly samostatnou obcí v okrese Domažlice. Od 26. listopadu 1971 jsou částí obce Milavče v okrese Domažlice, kdy se konaly obecní volby.

## Pamětihodnosti
- Usedlosti čp. 9 a 24